# Бексли (муниципальный боро)
Муниципальный боро Бексли (англ. Municipal Borough of Bexley, МФА: [ˈbɛksli]о файле) — бывший округ (боро) местного самоуправления, существовавший с 1879 по 1965 годы на северо-западе графства Кент (Великобритания). Боро преимущественно располагался вокруг города Олд-Бексли (ныне — район Лондона).

## История
В 1879 году община Бексли ратифицировала Акт о местном самоуправлении 1858 года, и для управления районом был сформирован местный совет из 15 членов. Он расположился на Оксфорд-Плейс, Хай-стрит, Бексли.
Законом о местном самоуправлении 1894 года территория местного совета была преобразована в городской округ. Вместо местного совета появился Совет городского округа Бексли. В 1902 году городской округ был расширен за счет соседней общины Ист-Уикхем, ранее входившей в сельский округ Дартфорд. Увеличенный городской округ был разделен на три избирательных участка: Крайст-Черч (от которого избиралось 8 членов совета), Сент-Мэри (5) и Ист-Уикхем (2). В 1903 году администрация совета переехала в Оак-Хаус на южной стороне Бродвея (Бекслихит).
Совет городского округа управлял трамвайным сообщением в боро до тех пор, пока в 1933 году оно не перешло в ведение Лондонского совета пассажирского транспорта.
В 1935 году город стал муниципальным боро. Королевская хартия была вручена лордом-лейтенантом Кента на церемонии, состоявшейся в Дэнсон-парке 30 сентября 1935 года. Администрация, состоящая из мэра, 6 олдерменов и 18 советников, заменила совет городского округа, а первые выборы состоялись 1 ноября 1935 года.
В 1965 году муниципальный боро был упразднён на основании Закона о правительстве Лондона 1963 года, а его бывшая территория была передана Большому Лондону. Бывшая территория боро была объединена с территориями других районов и образовала современный лондонский боро Бексли.

## Совет боро
Первоначально совет боро контролировался независимыми депутатами. В 1945 году лейбористы получили большинство. Консервативная партия взяла власть в свои руки в 1950 году и удерживала её до 1958 года. В 1954 году численность совета была увеличена до 24 членов совета и 8 олдерменов, а в 1958 году совет был поделен поровну между лейбористами и консерваторами. Консерваторы вернули контроль в 1959 году и удерживали его до 1963 года. На последних выборах перед упразднением боро в 1965 году контроль перешел к лейбористам.

## Герб
16 октября 1937 года герб был пожалован совету городского округа Бексли и принят для боро. Блазон герба гласит: «В пересечённом зелёном и золотом поле поверх деления волнистый дважды серебряно-лазоревый пояс, сопровождаемый вверху золотым орлом, с распростёртыми крыльями, промеж двух золотых яблок (каждое с двумя листьями на черешке), внизу — дубом натуральных цветов. В нашлемнике над коронетом (о четырёх лилиевидных зубцах) — восстающий серебряный конь».
Зелёный и золотой цвета герба символизируют кукурузные поля и луга, которые покрывали местность до того, как вырос город. Дуб продолжает эту тему, а также изображает городские парки. Голубые и серебряные волны или «ручейки» символизируют название «Бексли» (becks с англ. — «ручейки»). Золотые яблоки означают традиционное выращивание фруктов, а орёл — герб Николаса Ванситтарта, 1-го барона Бексли, бывшего канцлера казначейства. Корона была включена в герб, поскольку герб был пожалован в год коронации Георга VI и королевы Елизаветы. На гербе была изображена белая лошадь Кента на вересковом кургане — бывшие вересковые земли Бекслихита.
Латинский девиз: лат. Non Nobis Sed communitat (с лат. — «Не для себя, а для общества»).